# Venezuela en los Juegos Paralímpicos de Atlanta 1996
Venezuela estuvo representada en los Juegos Paralímpicos de Atlanta 1996 por cuatro deportistas masculinos. El equipo paralímpico venezolano no obtuvo ninguna medalla en estos Juegos.